# Arrondissement Guyuan
Het Arrondissement Guyuan is een arrondissement in China.
Het maakt deel uit van de prefectuur Zhangjiakou in de provincie Hebei in China. De hoofdstad en bestuurszetel is Pingdingbu. Guyuan telt 230.000 inwoners en de oppervlakte bedraagt 3601 vierkante kilometer. In het arrondissement bevindt zich de gevangenis Guyuan.